# 제5차 산업
오차 산업 또는 제5차 산업이란 산업이 발달함에 따라 서비스업을 제3차 산업만으로 분류할 수 없기 때문에 제4차 산업과 같이 만들어진 개념이다. 아직 확정된 개념은 아니다. 제3차 산업을 금융, 보험, 상업, 수송 등으로 국한시키고 제4차 산업은 정보, 교육, 의료 등의 산업으로 분류한다. 마지막으로 제5차 산업은 취미나 여가 생활(오락, 패션 등)으로 분류한다. 제4차 산업과 제5차 산업의 비중은 점점 늘어나고 있는 추세이다.